# フィッシャーの自然選択の基本定理
フィッシャーの自然選択の基本定理（英: Fisher's fundamental theorem of natural selection）は、統計学者であり進化生物学者であるロナルド・フィッシャーが考案した集団遺伝学における遺伝分散に関する考え方である。この定理の抽象的な数学を実際の生物学にどのように適用するのが適切かは、これまでにも議論があった。
定理は以下の通りである。
より現代的な用語で言えば以下の通りである。

## 歴史
この定理は、フィッシャーが1930年に出版した「The Genetical Theory of Natural Selection（自然選択の遺伝学的理論）」の中で初めて定式化された。フィッシャーはこの定理を物理学におけるエントロピーの法則になぞらえ、「これほど類似した法則が生物科学の中で最高の地位を占めるであろうことは、少なからず示唆に富む」と述べている。弱い選択と弱いエピスタシスの場合の近似として、1965年に木村資生が準連鎖平衡のモデルを導入した。
フィッシャーとアメリカの遺伝学者シューアル・ライトの適応度地形に関する論争によって、この定理は集団の平均適応度は常に増加することを意味すると（モデルがそうではないことを示しているにもかかわらず）広く誤解されることになった。1972年、ジョージ・プライスがプライス方程式にてフィッシャーの自然選択の基本定理が確かに正しいことを示したが（フィッシャーの証明も誤字が数ヶ所あるが正しい）、定理に大きな意義は見いだせなかった。プライスの指摘した、それまで定理の理解を困難にしていた複雑な点は、この定理の与える公式が遺伝子頻度の変化のうち一部――自然淘汰によるものと言える部分――についてのものであって、変化の全体についてのものではないことである。
交絡因子のため、フィッシャーの自然選択の基本定理の検証は非常にまれであるが、2007年にダニエル・ボルニックが自然集団でこの効果を検証した。

## 参照
1. ↑  Crow, J.F. (2002). “Here's to Fisher, additive genetic variance, and the fundamental theorem of natural selection”. Evolution 56 (7):  1313–1316. doi:10.1554/0014-3820(2002)056[1313:phstfa]2.0.co;2. PMID 12206233.
2. ↑  Fisher's Fundamental Theorem of Natural Selection Revisited by Sabin Lessard
3. 1 2  Fisher, R.A. (1930). The Genetical Theory of Natural Selection. Oxford, UK: Clarendon Press
4. ↑  Edwards, A.W.F. (1994). “The fundamental theorem of natural selection”. Biological Reviews 69 (4):  443–474. doi:10.1111/j.1469-185x.1994.tb01247.x. PMID 7999947.
5. ↑  Kimura, Motoo (1965). “Attainment of quasi-linkage equilibrium when gene frequencies are changing by natural selection”. Genetics 52 (5):  875–890. doi:10.1093/genetics/52.5.875. PMC 1210959. PMID 17248281.
6. ↑  Singh, Rama S.; Krimbas, Costas B. (28 March 2000). Evolutionary Genetics: From molecules to morphology. Cambridge University Press. p. 267. ISBN 978-0-521-57123-4
7. ↑  Provine, William B. (May 2001). The Origins of Theoretical Population Genetics: With a new afterword. University of Chicago Press. pp. 140–166. ISBN 978-0-226-68464-2
8. ↑  Price, G.R. (1972). “Fisher's "fundamental theorem" made clear”. Annals of Human Genetics 36 (2):  129–140. doi:10.1111/j.1469-1809.1972.tb00764.x. PMID 4656569.
9. ↑  Bolnick, D.I.; Nosil, P. (2007). “Natural selection in populations subject to a migration load”. Evolution 61 (9):  2229–2243. doi:10.1111/j.1558-5646.2007.00179.x. PMID 17767592.